# 覺羅德成格
覺羅德成格（1709年—1784年），宗谱作德成額，字抚远，号松亭、维翰，满洲镶黄旗人。乾隆丙辰举人，丁巳聯捷进士。
历任翰林院庶吉士，户部主事，员外郎，翰林院侍讲学士、侍读学士，日讲起居注官，詹事府庶子。

## 家族
- 高祖：薩哈廉。

- 曾祖：阿喇密，三等侍卫。

- 祖父：諾爾遜，散秩大臣。

- 父：德爾特宜，笔帖式。

- 母亲：烏爾古宸氏，云騎尉赫申之女。

- 妻子：富察氏，護軍校額爾清格之女。

- 儿子：德明、恒昌，均幼殇。[2]